# Order Czerwonej Gwiazdy (Węgry)
Order Zasługi Czerwonej Gwiazdy (węg. Vörös Csillag Érdemrend) – odznaczenie wojskowe WRL nadawane w latach 1953–1989. 
Mógł być nadawany żołnierzom, formacjom sił zbrojnych, szkołom, korpusowi zbrojnemu i organom ścigania, a także cywilom w uznaniu zasług uzyskanych w zakresie ochrony ojczyzny w zapewnianiu porządku publicznego i podnoszeniu standardu działalności korpusu zbrojnego.
Łącznie odznaczono nim 1751 osób (177 osób w latach 1953–1957, a potem jeszcze 1574 osoby w latach 1957–1989). 
Noszony był na pełnej ciemnoczerwonej wstążce podobnie jak cywilny Order Zasługi Pracy.